# Grecs d'Ukraine
Les Grecs d'Ukraine ou Grecs de Crimée sont une minorité hellénique qui vit ou vivait sur le territoire de l'Ukraine actuelle. La plupart d'entre eux vivent dans l'oblast de Donetsk et sont particulièrement concentrés autour de la ville de Marioupol.
Selon le recensement ukrainien de 2001, il y avait 91 548 Grecs de souche en Ukraine, soit 0,2 % de la population. Cependant, le pourcentage réel de personnes d'ascendance grecque est susceptible d'être beaucoup plus élevé en raison des mariages mixtes répandus entre les Grecs de souche et les citoyens orthodoxes ukrainiens, en particulier dans l'est de l'Ukraine, ainsi que de l'absence de liens solides avec la Grèce ou de l'utilisation de la langue grecque par beaucoup d'entre eux. De fait, nombreux sont les Grecs d'Ukraine à ne pas être classifiés comme tels dans les recensements officiels.
La plupart des Grecs d'Ukraine appartiennent à la grande diaspora des Grecs pontiques. Mais il y a aussi un petit groupe récent d'expatriés et d'immigrants grecs en Ukraine.
La plupart des Grecs actuellement présents en Ukraine sont les descendants des Grecs pontiques arrivés entre la chute de l'empire de Trébizonde en 1461 et la guerre russo-turque de 1828-1829.

## Histoire

### Colonies grecques antiques (VIesiècleav. J.-C.—Iersiècleav. J.-C.)

Colonies grecques du nord de la mer Noire

Les Grecs ont établi des colonies sur les rives ukrainiennes de la mer Noire dès le VIe siècle av. J.-C. Ces colonies faisaient du commerce avec diverses peuplades du pourtour de la mer Noire, notamment les Cimmériens, les Méotes, les Scythes, les Goths, et les ancêtres des Slaves. Ces premières communautés grecques s'étaient cependant assimilées à la population indigène plus large de la région.

### Royaumes grécophones de Crimée (IVesiècleav. J.-C.—XVesiècle)
Les colonies grecques ont fusionné au sein du royaume du Bosphore au IVe siècle av. J.-C., lequel a survécu en tant qu'État client de l'Empire romain jusqu'au IVe siècle apr. J.-C. Mentionnons également le royaume du Pont, culturellement grec, et contrôlant des territoires en Ukraine.

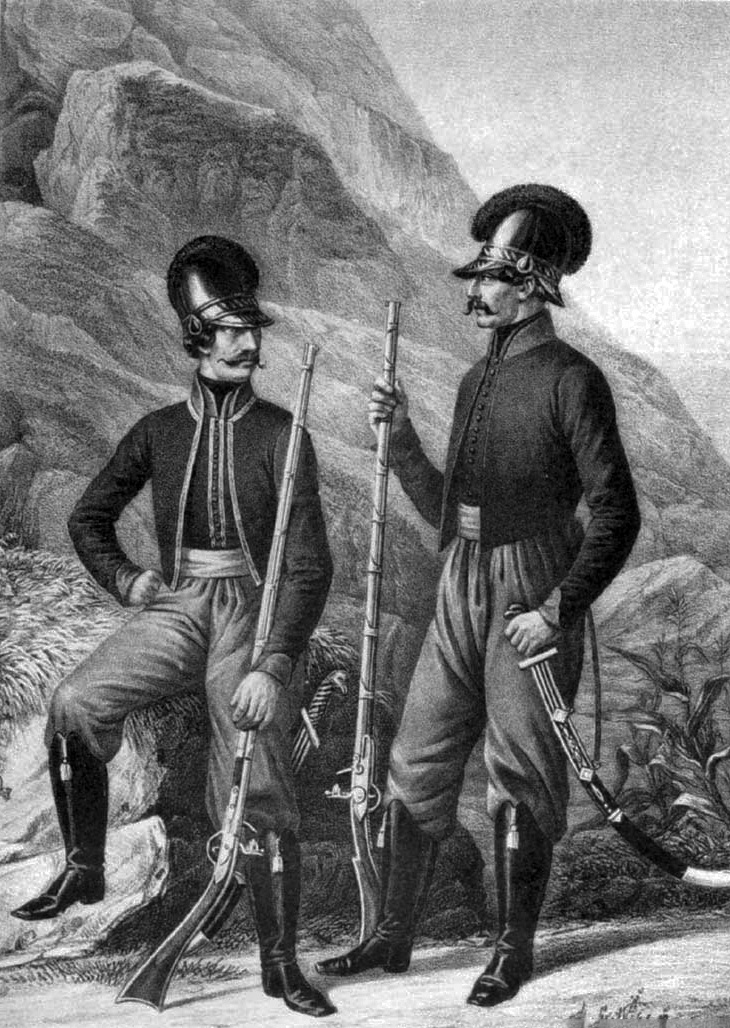
Sous-officiers et hommes du bataillon d'infanterie grecque de Balaklava, 1797-1830

Après l'invasion au XIIIe siècle des steppes du Sud de l'Ukraine et de la Russie par les Coumans et les Mongols, les Grecs ne se sont maintenus que dans les villes du versant sud des montagnes de Crimée, où ils se sont divisés en deux sous-groupes : un tatarophone et un grécophone, ce dernier parlant un dialecte du grec nommé "grec romaïque (en)" ou "grec de Marioupol".
La principauté grecque de Théodoros a obtenu son indépendance de l'empire de Trébizonde au début du XIVe siècle et a subsisté jusqu'à sa conquête par l'Empire ottoman au XVe siècle.

### Conquête russe (XVIIIesiècle)
Les Grecs pontiques tatarophones et romaïques vivaient parmi les Tatars de Crimée jusqu'à ce que l'Empire russe n'annexe leur khanat en 1783. Lors, Catherine la Grande décida de déplacer les Grecs pontiques de Crimée vers les rives nord de la mer d'Azov. Un nouveau territoire leur a été attribué entre les villes actuelles de Marioupol et de Donetsk, couvrant la partie sud de l'oblast ukrainien de Donetsk. Des Ukrainiens et des Allemands, puis des Russes, se sont installés parmi les Grecs. Les Ukrainiens ont principalement fondé des villages et quelques villes dans cette région, contrairement aux Grecs, qui ont reconstruit leurs villes, leur redonnant même leurs noms criméens d'origine. C'est ainsi que de nombreuses localités au Sud de Donetsk portent le nom de villes criméennes : Yalta, Hourzouf, etc.

### Réfugiés de l'Empire ottoman(XVesiècle—XIXesiècle)

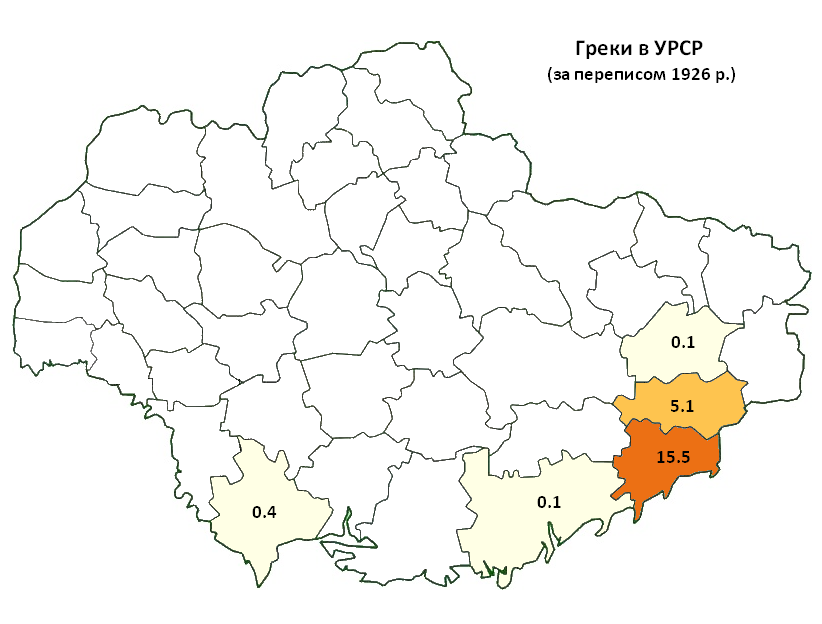
Grecs en RSS d'Ukraine (1926)

Les Grecs de l'Ukraine actuelle sont principalement les descendants de diverses vagues de réfugiés grecs notamment pontiques et de "migrants économiques" qui ont quitté la région du Pont et les Alpes pontiques dans le nord-est de l'Anatolie entre la chute de l'empire de Trébizonde en 1461 et la guerre russo-turque de 1828-1829 ; bien que certains se soient également installés en Ukraine à la fin du XIXe siècle ou au début du XXe siècle.

### L'«opération grecque» (1937-1938)
De 1937 à 1938, les Grecs pontiques ont subi une seconde vague de déportations connue sous le nom d'opération grecque du NKVD. L'opération grecque (en russe Греческая Операция, en ukrainien Грецька операція, en grec Ελληνική επιχείρηση) était une persécution de masse organisée contre les Grecs d'Union soviétique, ordonnée par le dirigeant soviétique Joseph Staline. Les Grecs utilisent souvent le terme de « pogrom » (πογκρόμ) pour en parler. L'opération a débuté le 15 décembre 1937 et a marqué le début des répressions soviétiques contre les Grecs, lesquelles se sont poursuivies pendant 13 ans. Selon les sources, on estime qu'entre 15 000 et 50 000 Grecs sont morts. Des dizaines de milliers d'autres ont été persécutés pendant la déportation des Grecs soviétiques (en).
La vague d'émigrants grecs d'Union soviétique en 1937-1939 est souvent considérée comme une conséquence de la persécution stalinienne du mouvement national grec soviétique.

### Réfugiés de laguerre civile grecque(1946-1949)
D'autres Grecs sont arrivés en Ukraine encore plus tard, en particulier ce qui avaient fui leurs foyers (notamment en Macédoine ou dans le Nord de la Grèce) après la guerre civile grecque de 1946-1949, et ont trouvé refuge en URSS, en Tchécoslovaquie, en Pologne... Certains d'entre eux avaient des ancêtres pontiques ou caucasiens, et ne s'étaient installés en Grèce qu'au début du XXe siècle.
D'après le recensement de 2001, il y a encore 91 500 Grecs en Ukraine, dont la grande majorité (environ 77 000) résident dans l'oblast de Donetsk. Des estimations plus élevées (160 000) ont également été rapportées avant la dislocation de l'URSS, la différence de nombre s'expliquant par l'assimilation forcée des Grecs par le gouvernement soviétique. D'autres petites populations de Grecs se trouvent à Odessa et dans d'autres grandes villes.

### Guerre russo-ukrainienne (2014-présent)
Au cours de la crise russo-ukrainienne de 2022, trois soldats de l'armée ukrainienne ont assassiné deux Grecs de la diaspora et en ont blessé deux autres dans le village de Granitna, dans l'est de l'Ukraine. À la suite de l'invasion russe de l'Ukraine en 2022, dix Grecs de la diaspora ont été tués par des frappes aériennes russes près de la ville de Marioupol, conduisant à une grave crise diplomatique entre les deux États.

## Distribution

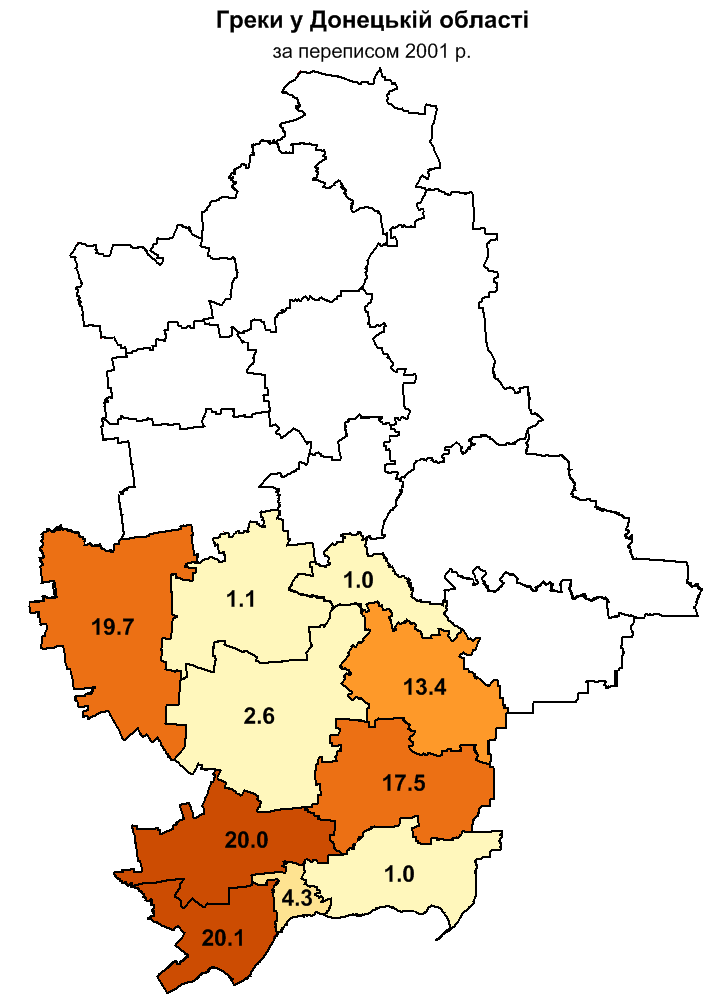
Grecs dans l'oblast de Donetsk (2001)

Raïons de l'oblast de Donetsk avec une importante minorité grecque :
| Raïon                     | Nombre de Grecs (2001) | Pourcentage |
| Marioupol                 | 21 923                 | 4,3 %       |
| Donetsk                   | 10 180                 | 1,0 %       |
| Raïon de Velyka Novosilka | 9 730                  | 19,7 %      |
| Raïon de Starobesheve     | 7 491                  | 13,4 %      |
| Raïon de Nikolske         | 6 223                  | 20,0 %      |
| Raïon de Telmanove        | 6 172                  | 17,5 %      |
| Raïon de Manhush          | 5 882                  | 20,1 %      |

## Galerie
Patrimoine culturel, historique, et religieux hellénique en Ukraine :

Galerie
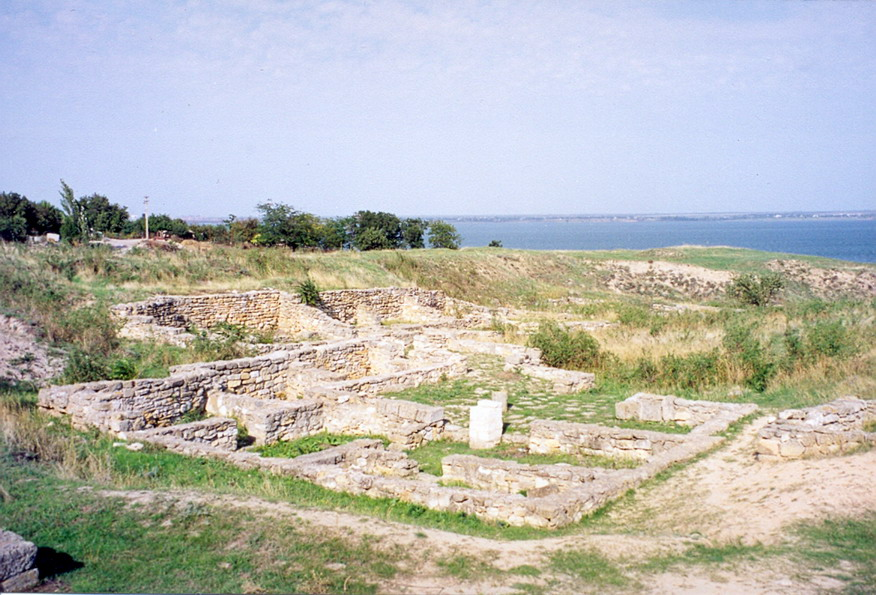
Ruines d'Olbia
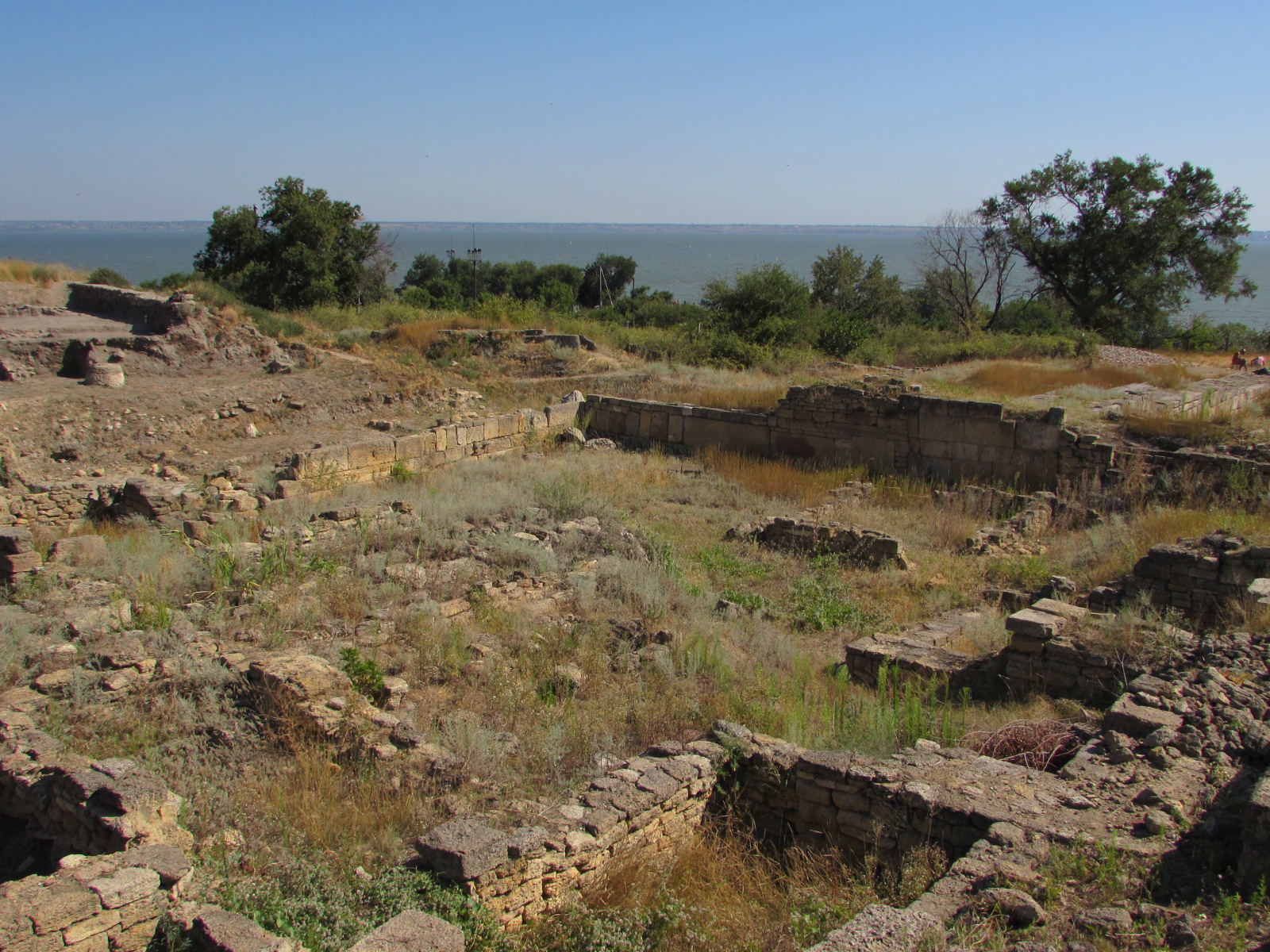
Ruines de Tyras
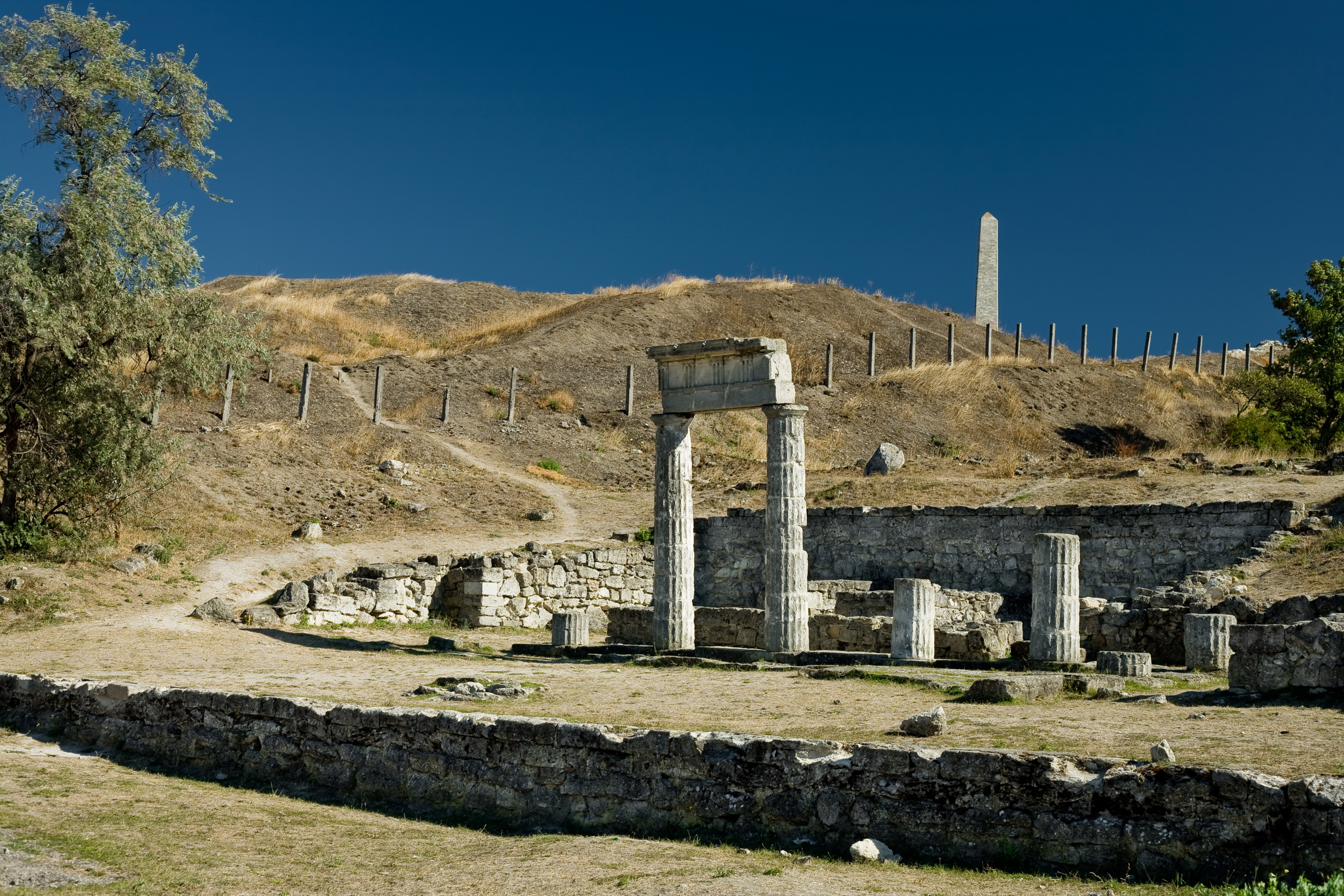
Ruines de Panticapée
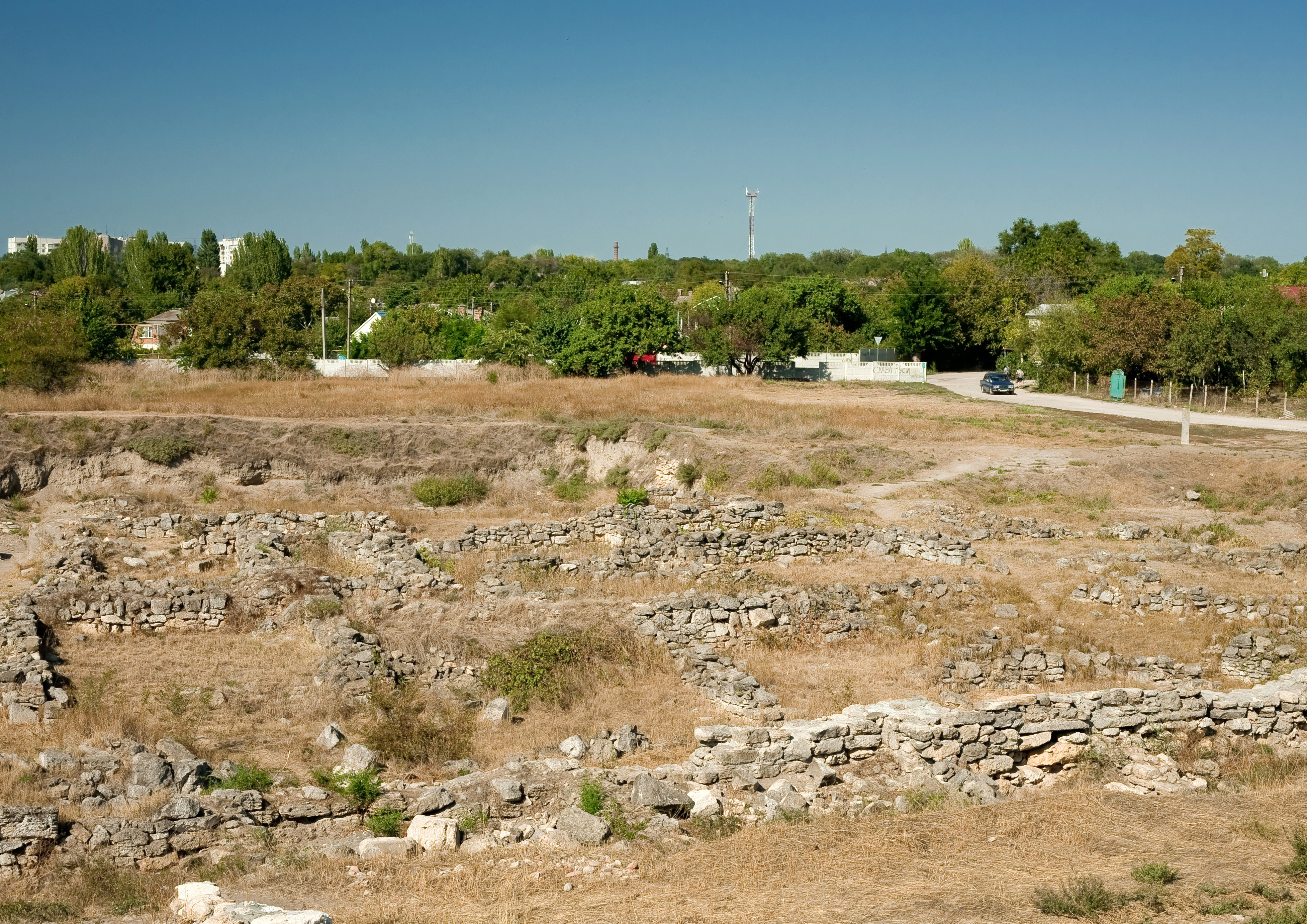
Ruines de Myrmekion
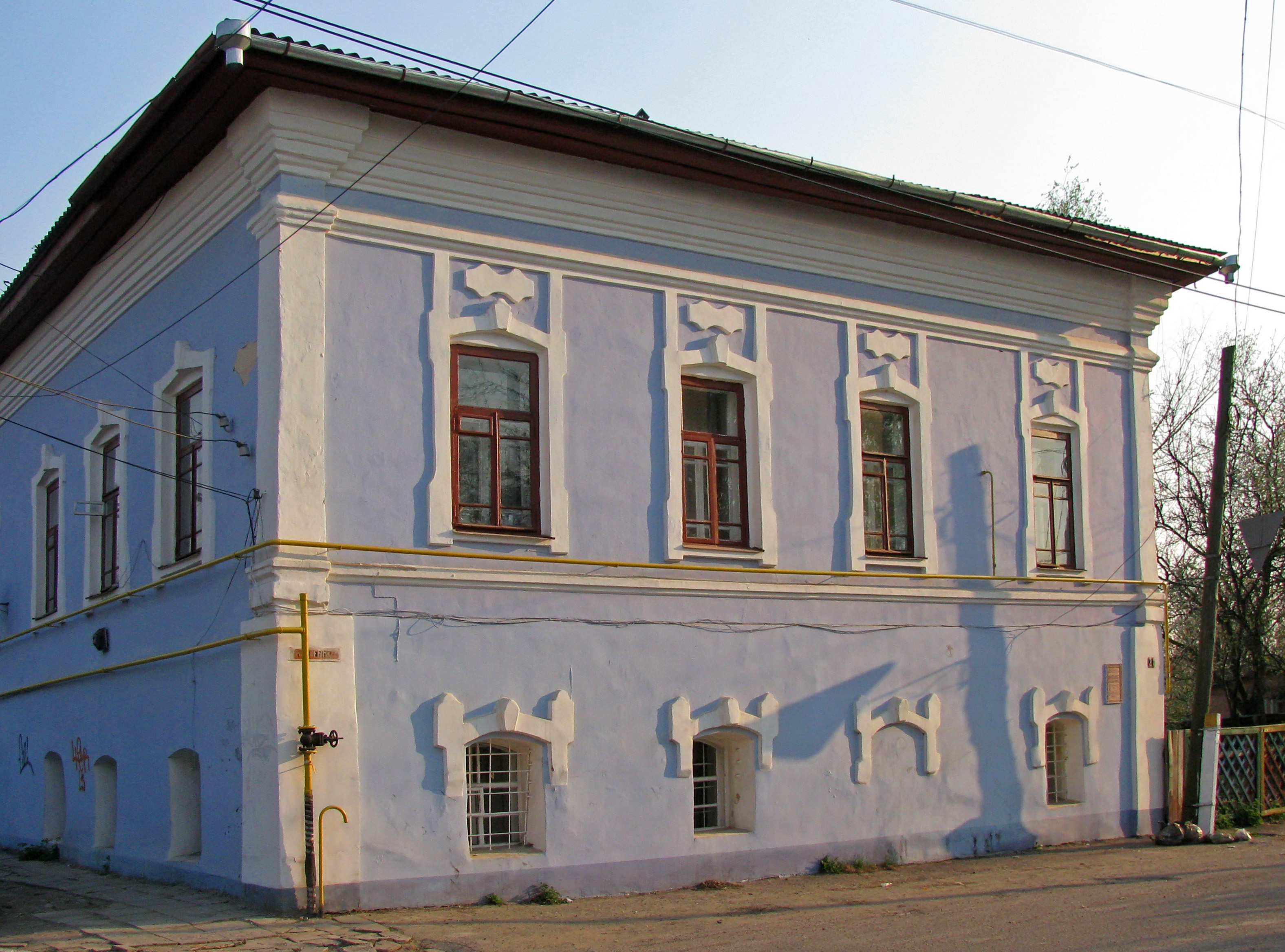
Magistrature grecque, Nizhyn (XVIIIe siècle)
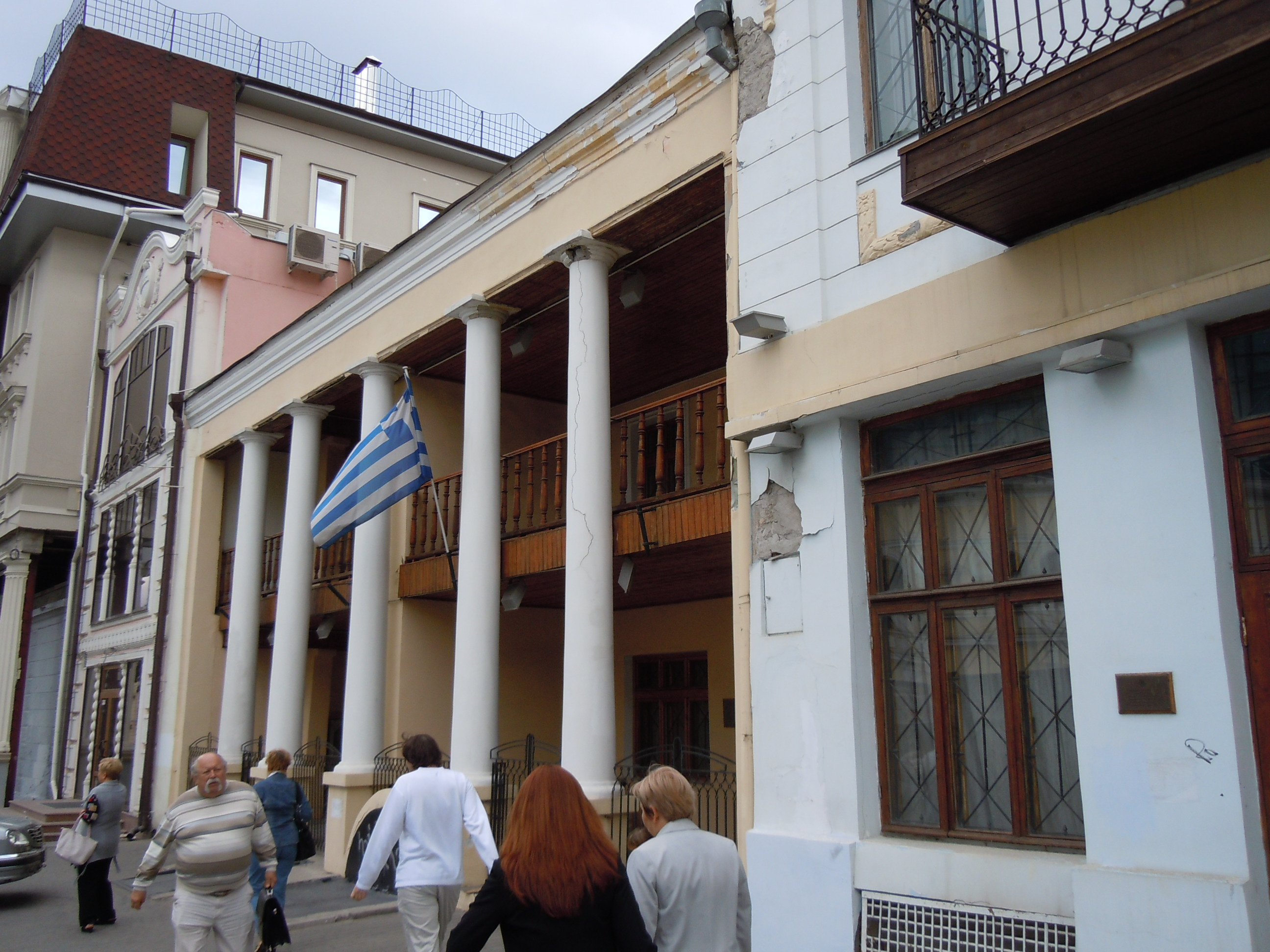
Siège de la Filikí Etería, Odessa
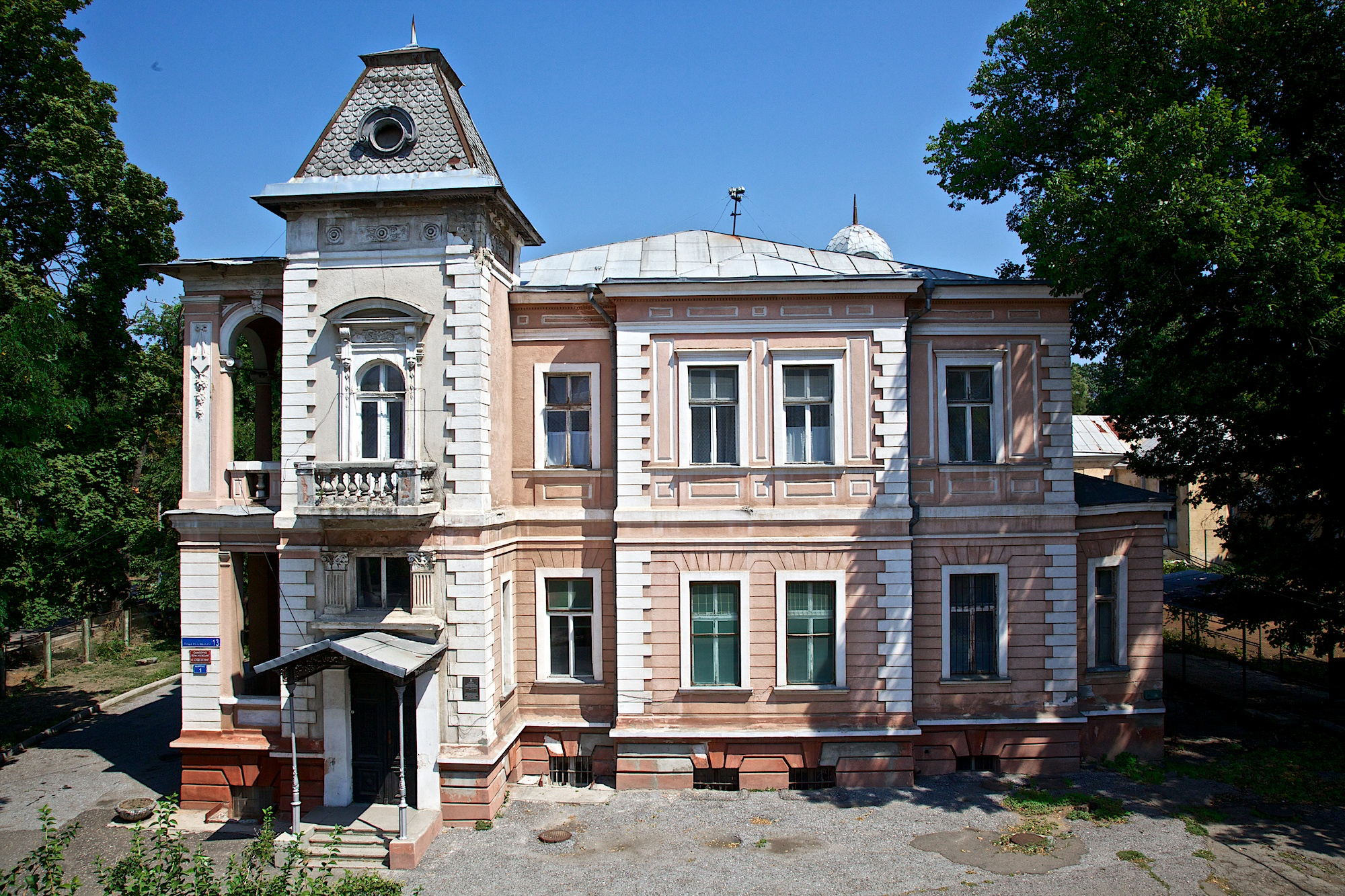
Villa Maraslis (Odessa)
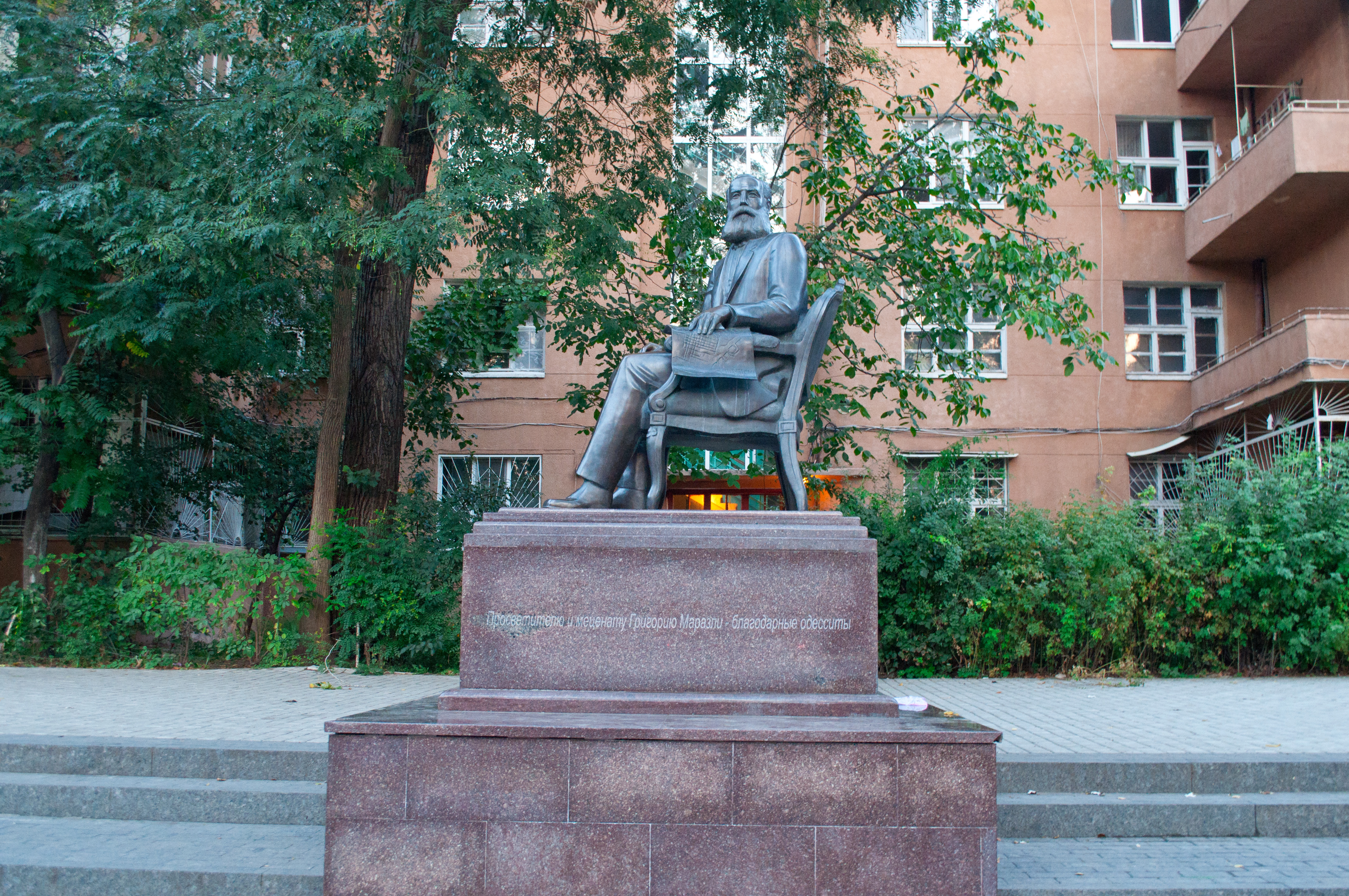
Monument à Grigorios Maraslis, Odessa
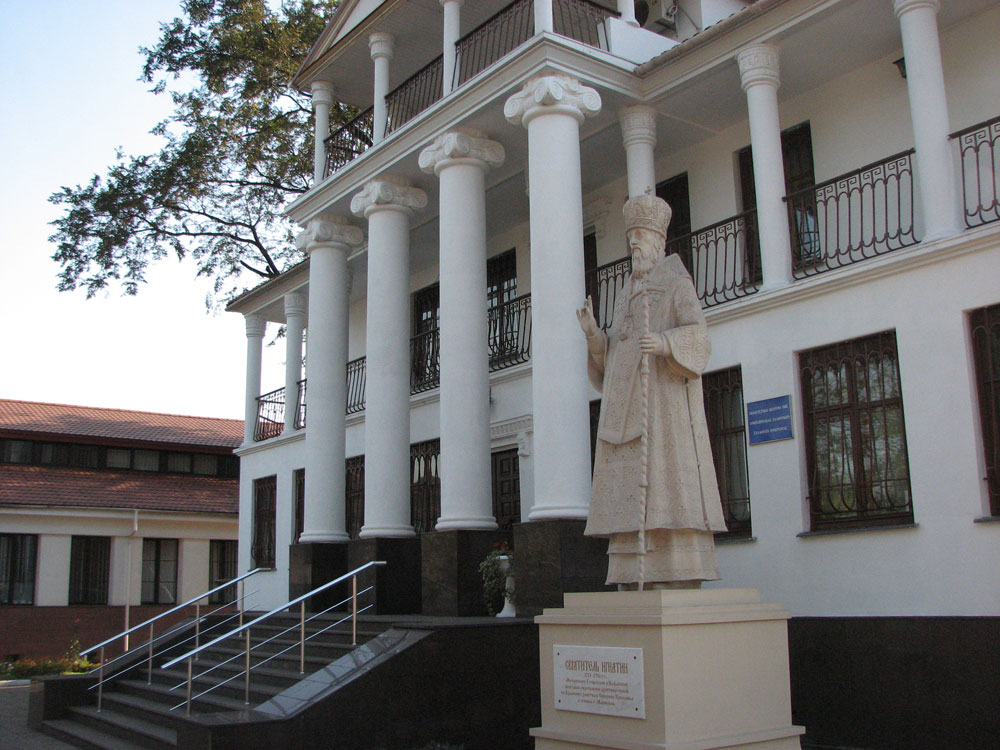
Monument à Ignace de Marioupol, Marioupol
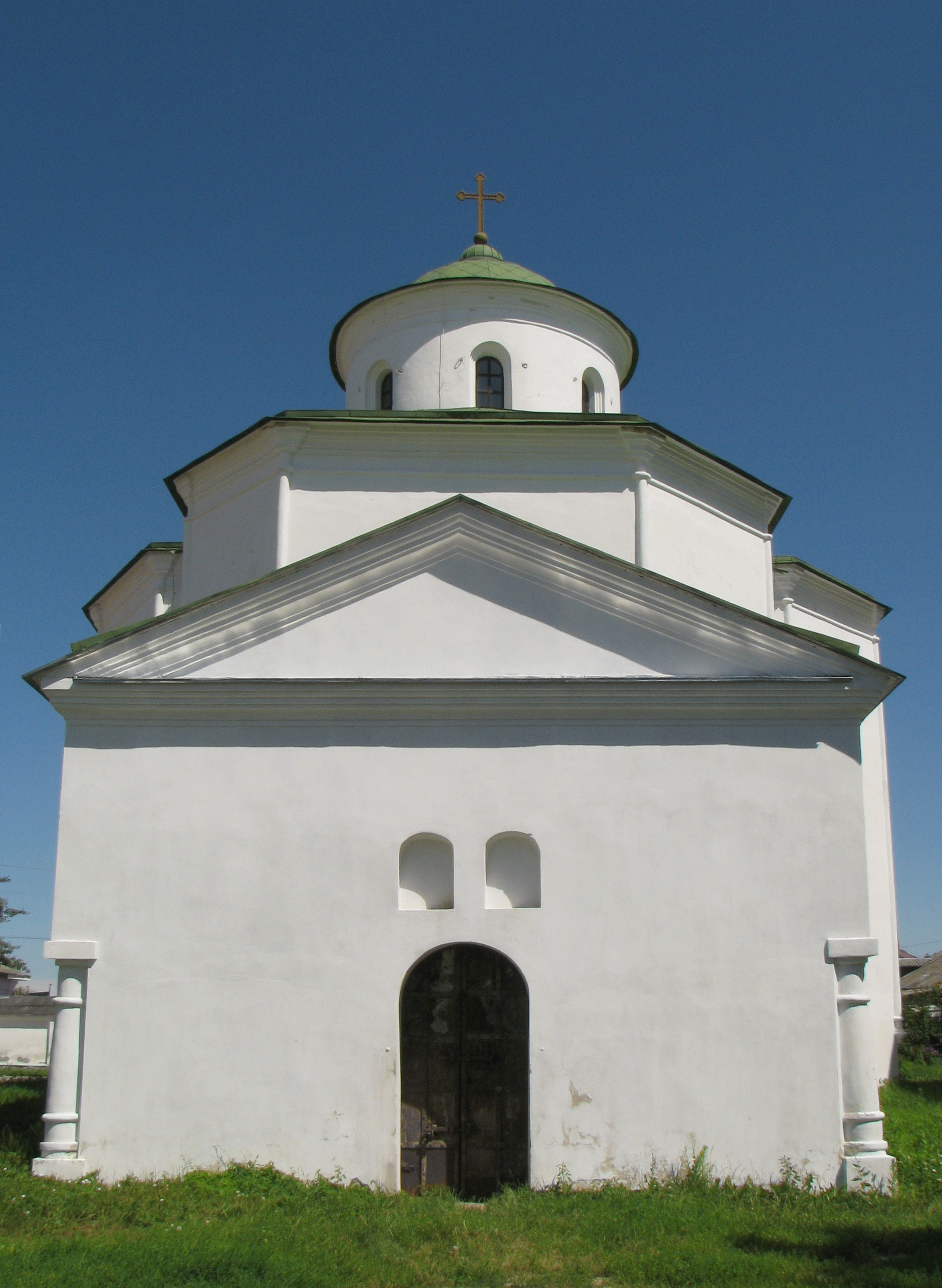
Église Saint-Michel, Nijyn (construction : 1719-1729)
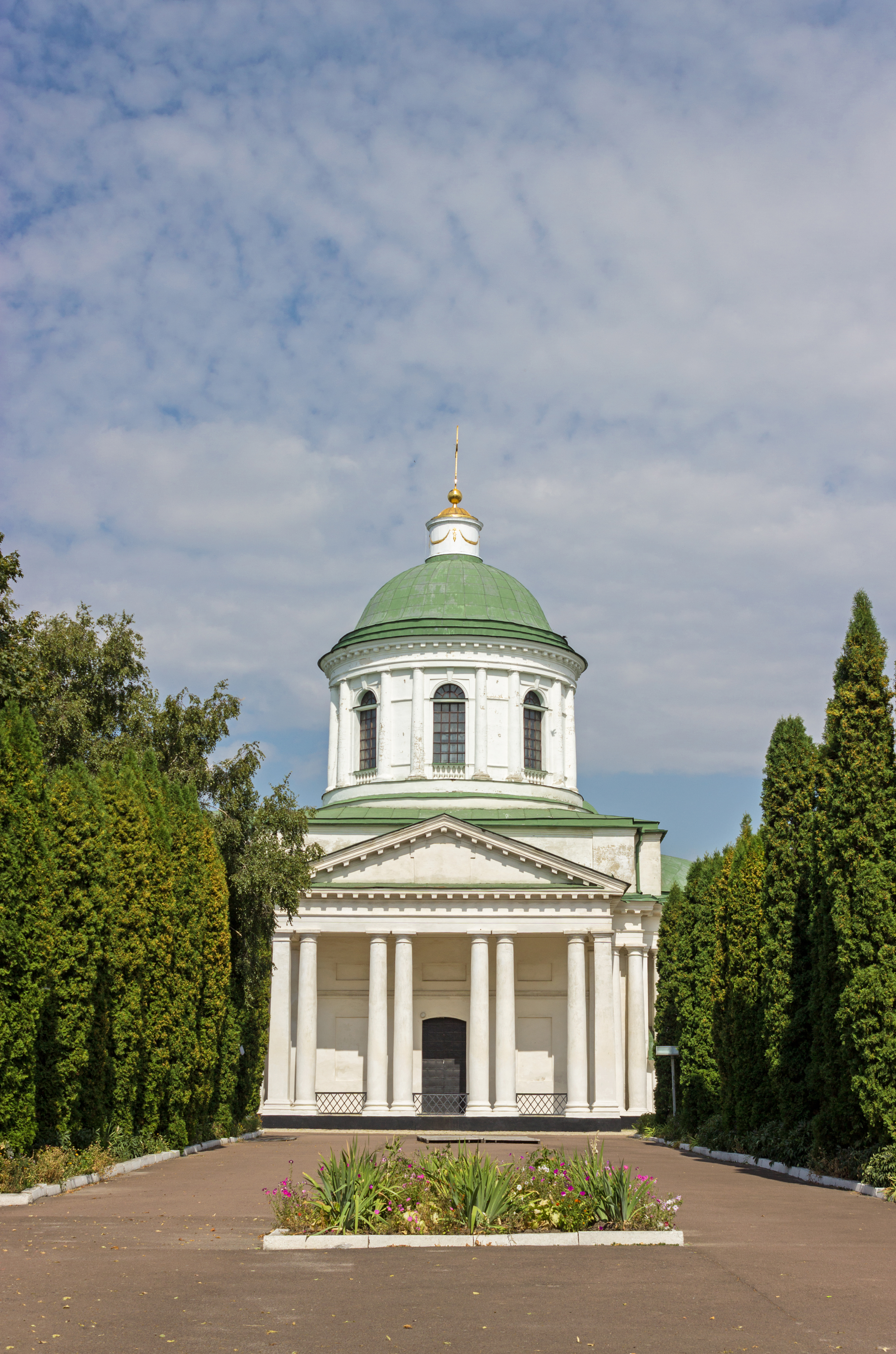
Église de Tous les Saints, Nijyn (1782)
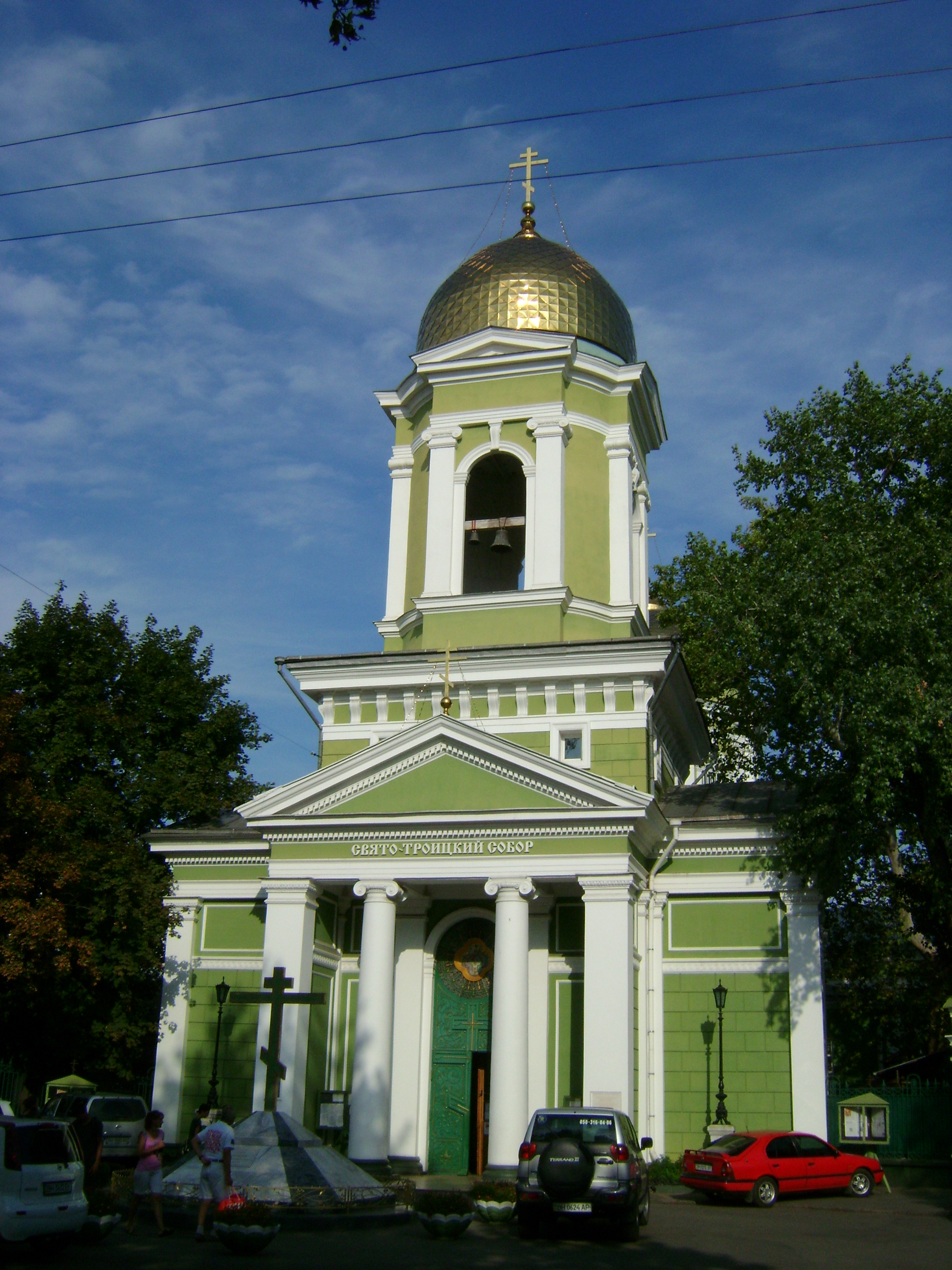
Cathédrale de la Sainte-Trinité, Odessa (1804-1808)
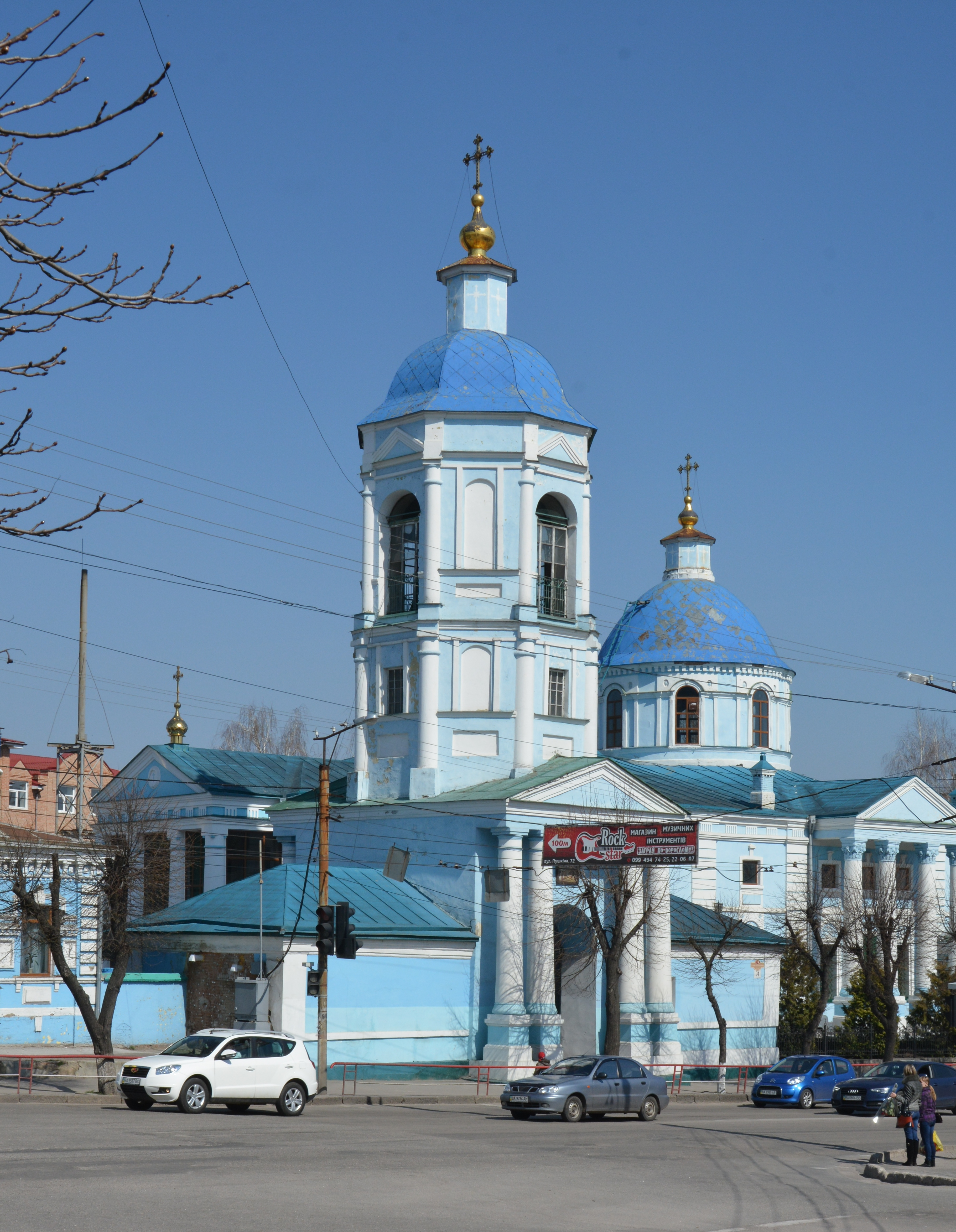
Nativité de l'église Theotokos, Kropyvnytskyi (1805-1812)
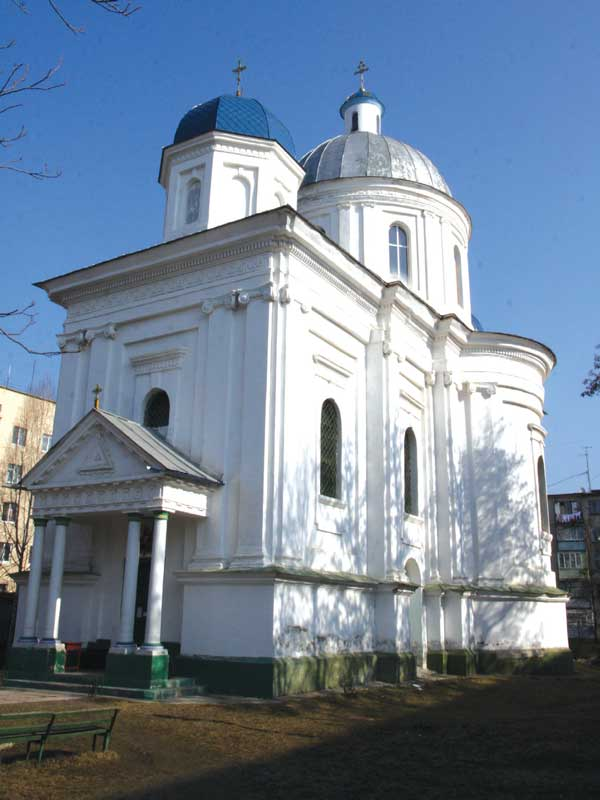
Église Saint-Georges, Mohyliv-Podilskyï (1808-1819)
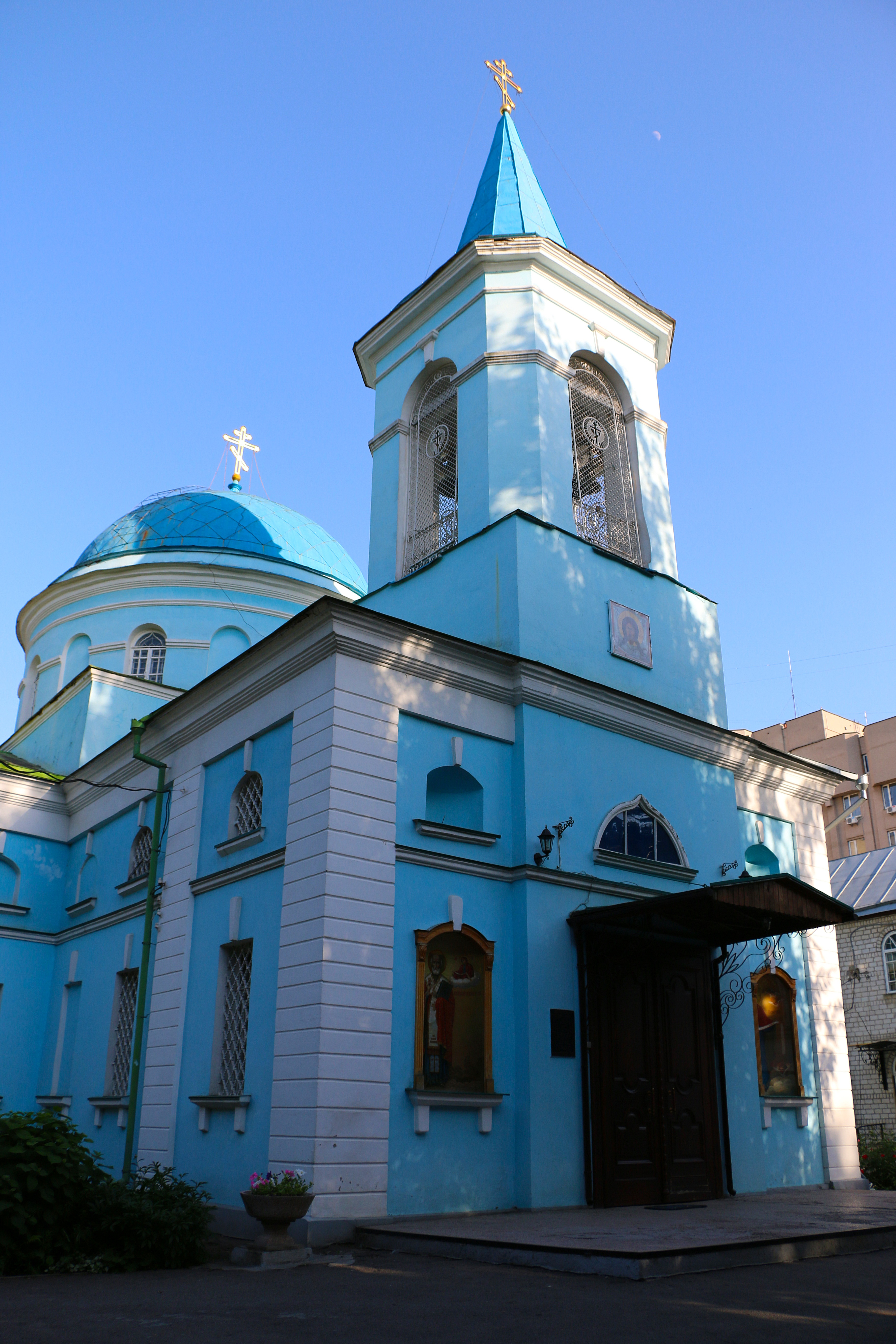
Collégiale Saint-Nicolas, Mykolaïv (1799-1828)
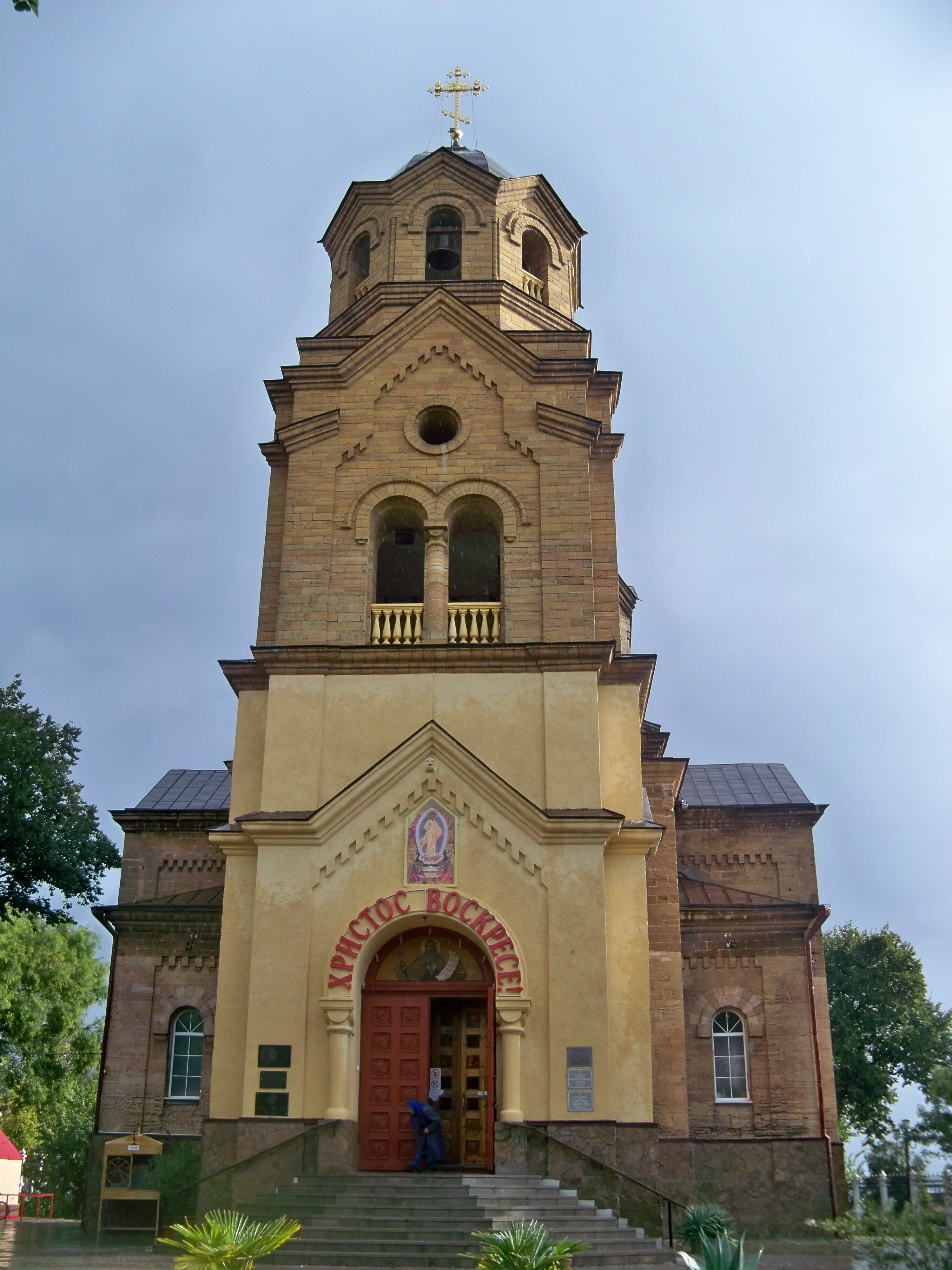
Église Saint-Élie, Eupatoria (1911-1918)
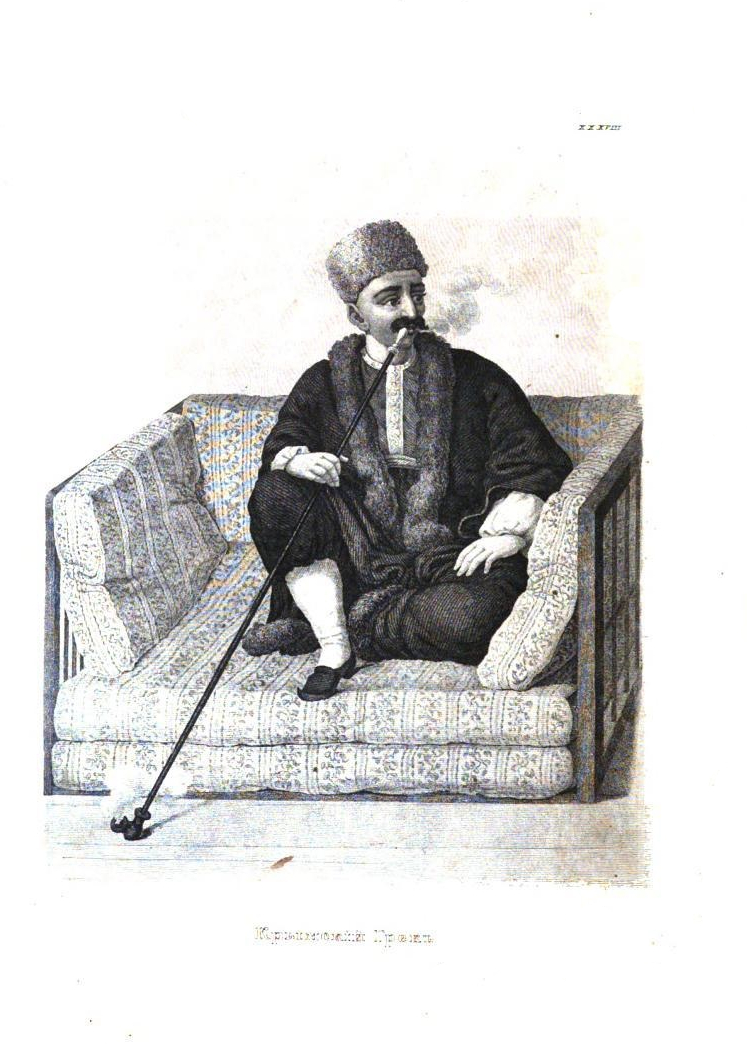
Homme grec de Crimée fumant la pipe, 1840
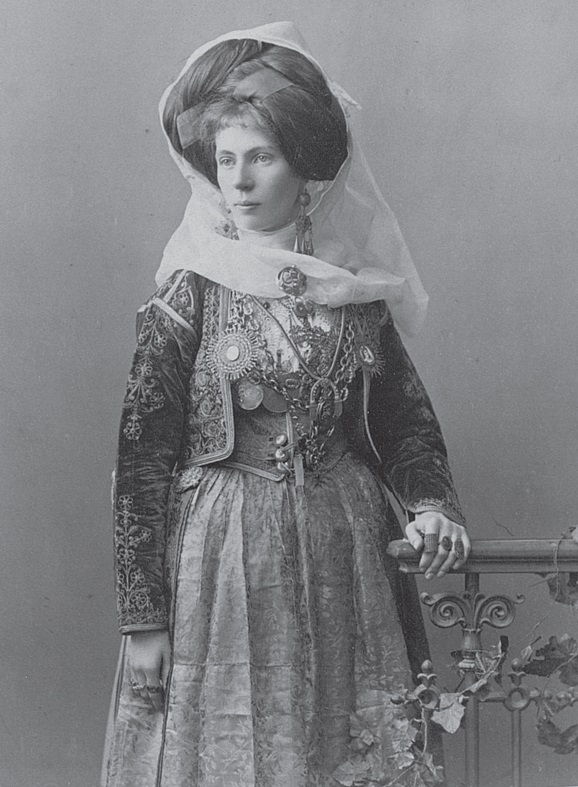
Femme grecque de Crimée en costume traditionnel, début du XXe siècle
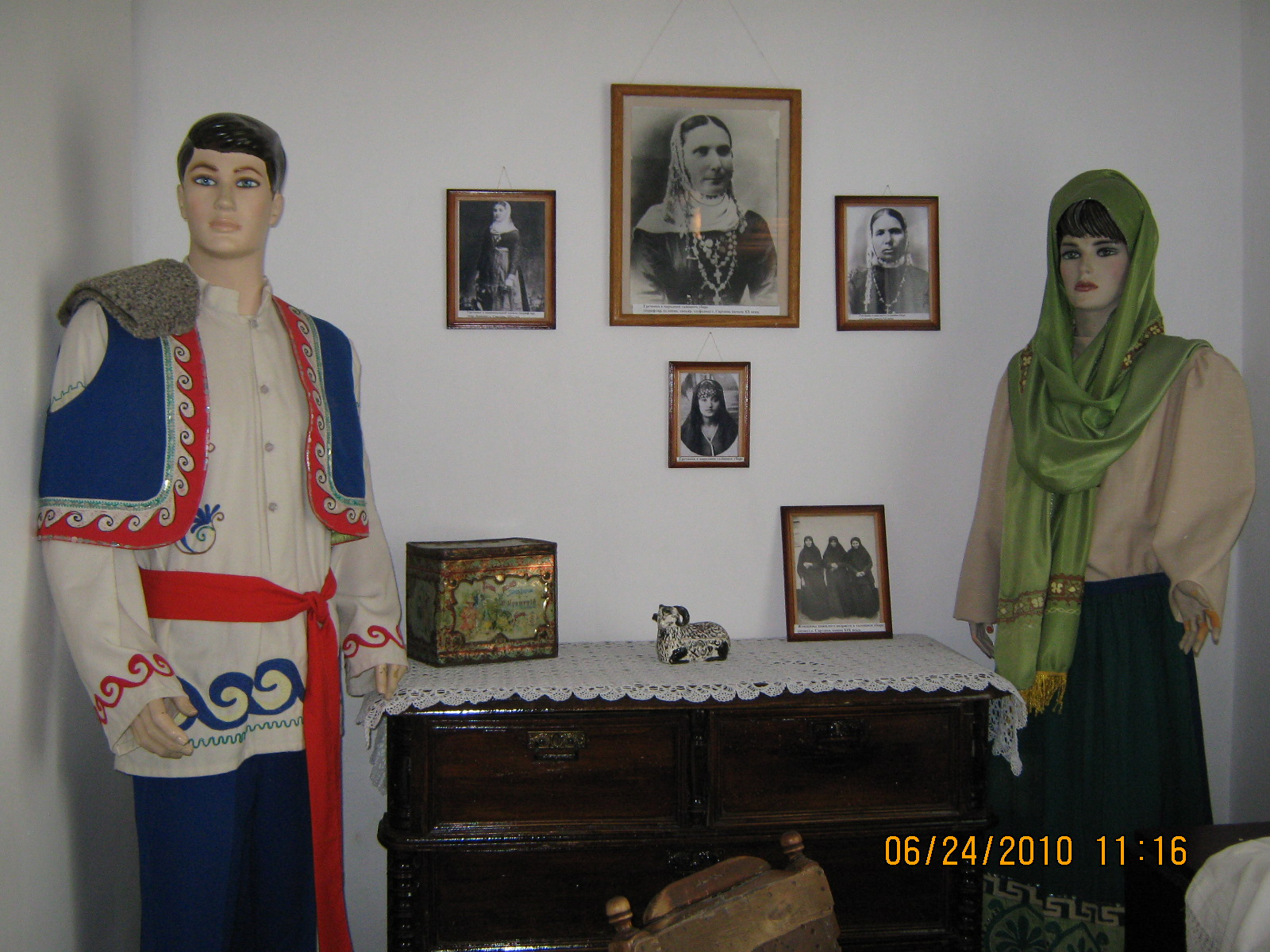
Costumes grecs traditionnels dans un musée de Marioupol